# Cupidesthes leonina
Cupidesthes leonina är en fjärilsart som beskrevs av George Thomas Bethune-Baker 1903. Cupidesthes leonina ingår i släktet Cupidesthes och familjen juvelvingar. Inga underarter finns listade i Catalogue of Life.